# Las Hernández
Las Hernández es una localidad venezolana ubicada en el estado Nueva Esparta. Forma parte del municipio Tubores.   

## Historia y costumbre
Ubicada en el corazón del municipio José Celedonio Tubores, es una población de la parroquia Punta de Piedras estado Nueva Esparta, Venezuela. Para los años 1710 y 1715, es fundada y sus demarcaciones para ese momento eran desde la mata de guayacán cerca de Juana Salazar hasta la carretera que da hacia Boca de Río, con el pasar del tiempo deciden darle el nombre a la comunidad, por unas hermosas mujeres que vivían en el pueblo apellido Hernández y los hombres de las localidades cercanas decían con entusiasmo vamos para casa de las Hernández, es de allí donde proviene el nombre de población Las Hernández.
Entre sus costumbres podemos destacar, que la gente de esta comunidad tenían la cría de animales como el ganado, chivos, cochinos y pollos, tomando en cuenta que los hombres de familia y sus hijos varones salían a la mar a buscar el sustento para la familia, pues no tenían un medio propio para sobrevivir, las mujeres tejían crinejas, hamacas, salían a los otros caseríos a vender leña y toda la comida la ponían a orear al sol ya que no contaban con electricidad y sus casas las alumbraban con lámparas, mechurrios y fogatas. Su cocina era un fogón de tres piedras y ahí hacían las comidas; este caserío con el pasar de los años fue creciendo y viendo su pueblo evolucionar, tanto que en el alto de Amada Salazar hicieron una capilla, donde reposa la popular Cruz de Mayo, una cruz de madera que fue donada cuando la batalla del Manglillo, en la Península de Macanao, en la cual durante muchos años se le rindió homenaje. Por estas tierras galoparon los caballos de los grandes héroes y próceres de la batalla de los Barales.
Entre sus costumbres actuales se destaca lo siguiente:
la caminata a la playa de la guardia por la carretera que da hacia los postes, caminar por las calles, jugar dominós, cartas, ir a la iglesia los domingos, apoyar toda actividad que se realice para el esparcimiento de sus habitantes.
Gastronomía:
Las Hernández cuenta con una variedad a nivel de alimentos, pues sus comidas más destacadas son arroz con pollo guisado, ensalada, tajadas y arepas fritas, también son amantes del pescado frito con funche y plátano. Las mujeres hernanderas se destacan por hacer dulces típicos como el dulce de lechoza, la jalea de mango, el dulce de plátano, el carato de mango, el dulce de cereza, y la pulpa de tamarindo.
Tradiciones
La población de Las Hernández se caracteriza por rendir tributos y mantener sus tradiciones y arraigos culturales; por eso cada año con fervor y alegría realizan los carnavales con desfiles de carrozas, comparsas y trajes individuales por la calle principal de su pueblo, luego de esto al llegar el mes de mayo realizan el acostumbrado homenaje a la cruz de mayo con danzas, cantos y una misa, no puede faltar sus principales festividades son las de la Virgen del Valle, entre el 1 y 8 de septiembre en las distintas calles del pueblo, especialmente en la calle las viudas por más de 18 años, han sido exaltadas estas festividades con rosarios, danzas y fuegos artificiales en honor a la patrona del oriente venezolano. La patrona de la población de las Hernández es Santa Teresa, patrona del pueblo y de la parroquia la cual lleva su nombre; sus festividades son realizadas desde el 1 de octubre con su acostumbrada bajada o traslado de trono, hasta el 15 de octubre día de la sesión solemne esos días de fiestas religiosas, culturales y populares el pueblo se reúne en la plaza a disfrutar de uno de los espectáculos más esperados la elección de la reina señorial donde mujeres de 45 años en adelante compiten por la corona de las fiestas, y al siguiente día la celebración de la reina juvenil. Todos los 1 de diciembre se reúnen para dar inicio a la Navidad, con parrandas, cantos y mucha emoción todo el pueblo se reúne a pesar de las diferencias a entonar el acostumbrado conteo de retroceso para el encendido del emblemático árbol de Navidad, luego el 25 de diciembre como tradición tan esperada la fiesta para los niños para festejar el nacimiento del niño Jesús, mientras con cantos y villancicos el sacerdote, la coral y los movimientos religiosos desde la mañana recorren las calles y casa por casa van adorando al Redentor.
Personajes
Las Hernández contó y cuenta con grandes figuras populares, como lo fueron el finado señor Dimas Rodríguez, y su tradicional canto al tigüi tigüi y sus hermosas composiciones, el finado señor José Eustaquio Larez (Chetaco), su aporte al deporte con los muchachos del pueblo y el cuento de sus historias, el finado señor Bartolomé (Bartolo) Salazar con sus peleas de gallos y fue el primer espacio de reunión para la creación del Club Nueva Imagen, el señor Carraciolo Gil (Cariolo) con su club y fue el que trajo la rocola donde las mujeres de aquel entonces bailaban con los muchachos del pueblo, Juana María Salazar (Juaneca) quien no esperaba partir el año, para empezar a organizar su carnaval y darle alegría al pueblo, Juan de la Cruz (Cumaco) Zabala y su mujer Pánfila Gómez con su cancha de bolas criollas y su venta de cochino todos los sábados a quienes le compusieron su canción Cumaco mató cochino, Sinencio Zabala (Pelencho) quién nunca dudaba en colaborar para las fiestas y siempre traía pescado para regalar en sus viajes de pesca, Uberina Zabala, quien se encargó durante muchos años de las fiestas populares de Las Hernández, no hubo agrupación de aquellos tiempos que no pasara por el club Cariolo, el club nueva imagen, el patio de Uberina y la cancha de bolas criollas de Cumaco para disfrutar los fines de semana; decir la señora Matilde Rodríguez, es recordar la primera red de comunicación a otros lugares de nuestro territorio con su telégrafo y su teléfono público en frente de su casa, como olvidar a esa gran mujer peleadora, pero que brindaba orden dentro del pueblo y no dejaba que nadie de otro lugar llegara a hacer aquí, sin permiso de nadie y menos de ella una construcción, porque primero tenían que saber, quién era, de dónde venían y por qué se venían, era una mujer correcta y con un orgullo hernandero impresionante, gracias a ella pudimos tener muchísima gente buena dentro de la comunidad en aquellos tiempos, esa fue la incansable amiga Narcisa Salazar popularmente conocida como la Chicha, quien mantuvo al pueblo con una paz y una tranquilidad hasta sus últimos días y hoy día una de las figuras emblemáticas y más queridas de este pueblo se encuentra con vida y es el amigo, el señor Germán Salazar hoy día tiene 95 años de vida con sus historias y su vida entregada al club Nueva Imagen, trabajó repartiendo el gas y fue fundador de la línea Las Mercedes y cómo olvidar a ese gran muchacho a pesar de su condición (síndrome de Down) es excelente ser humano y un carisma peculiar, él es Vilfrank Salazar (Pango), quien todas las tardes se sienta en su hamaca a tocar el cuatro y las maracas.
Economía 
Las Hernández tiene una población de 6780 habitantes aproximadamente. Su principal fuente económica es el comercio y el trabajo, los comercios de habitantes de la misma zona son los que han marcado el crecimiento de la comunidad, la bodega de Macha y Cariolo fueron pioneras dentro del pueblo, actualmente en casi todas las calles se encuentra alguien vendiendo o con un puesto o bodega para sobrellevar la situación, los comercios de expendio de alimentos son, Inversiones don Antonio 2010, Inversiones Las Nil, el local de las verduras, frutas, hortalizas y legumbres de Wilmito, la venta de verduras de Delvalle (Pelencho), la pollera de Kilo y Natacha, sancocho de Mango, la panadería de Félix, la panadería de Yeidi, la bodega Mi pollito, los demás puestos comerciales que cuenta la comunidad son, Inversiones D`dal, Novedades Mami Toya, Ferretería Las Hernández, festejos La Paz, festejo Los Roques, Ferretería ultramarinos, floristería Salazar Bolívar. El 80% de los habitantes de la población laboran en distintas zonas del estado Nueva Esparta.
Cultura y deporte 
Desde este humilde pueblo se dan a conocer mediante la danza y el canto contando con 2 agrupaciones de danzas tradicionales, nacionalistas, quienes cuentan con grupos muy nutridos entre los 20 y 40 jóvenes cada agrupación, ellos son Danzas Volver a Renacer, quienes tienen a la señora Mary Larez como profesora fundada hace 5 años y con un total de 23 bailarines y Danzas Nueva Generación que desde el año 2000 fueron refundadas por la señora Nilma Vásquez y actualmente cuenta con el coreógrafo José Gregorio Salazar y un total de 45 alumnos, enseñando a más de 100 jóvenes de toda la población en los últimos 15 años y el grupo de gaitas El son gaitero, que ha hecho vida cultural en cada momento de celebración dentro y fuera de la comunidad.
La comunidad cuenta con una calidad deportiva por excelencia, tal es el caso de la Escuela de béisbol menor Nueva Imagen, la cual ha recorrido toda la geografía insular dejando muy en alto el nombre de Las Hernández, cuenta con innumerables títulos de campeón y una larga trayectoria de 28 años de fundada, de igual manera se cuenta con la escuela de fútbol FUNDEJUPI, reconocida a nivel regional por sus logros dentro de cada campeonato que se realiza en el estado.
Salud
El ambulatorio María Marval, se le da el nombre de esta emblemática mujer a nuestro centro de salud, por ser la figura médica con la cual contaba la comunidad en sus tiempos de juventud, la Señora María Marval se encargó de traer a muchos hombres y mujeres a este mundo y fue bautizada como la madrina del pueblo, pues hasta al que ella no había ayudado a nacer la llamaba madrina, como muestra de respeto, ella recorría a cualquier hora las calles buscando a la mujer que estaba dando a luz para ayudarla en su proceso de parto, María Marval, estuvo toda su vida dedicada al centro asistencial y hace pocos años fue remodelado por segunda vez, un año más tarde la madrina del pueblo, dejaría un profundo vacío, tanto en la institución como en la población hernandera...

Educación
Las Hernández cuenta con una institución educativa completa, desde la institución maternal, hasta el técnico medio mención ciencias. La institución cuenta con un gran prestigio educativo, con una calidad profesional buena y con una preparación académica de gran talla, pues de esa institución en los últimos 24 años ha formado grandes hombres y mujeres, hoy día excelentes profesionales, abogados, ingenieros, médicos, arquitectos, contadores públicos, administradores, empresarios, políticos, entre otras profesiones.